# 両耳間強度差
両耳間強度差（りょうじかんきょうどさ、interaural intensity difference, IID）はひとつの音源から発する音の左右の耳における強度の差のことをいう。
音源が正面より左側にあれば左耳のほうが強く、正面より右側にあれば右耳のほうがつよい。両耳間レベル差（interaural level difference, ILD）とよばれることもある。
両耳間強度差と両耳間時間差とは比較的容易に制御できるため、1960年代あるいはそれ以前からよくつかわれてきた。両耳間時間差が単純な式によって近似できるのに対して、両耳間強度差に関してはそれは困難である。すなわち、両耳間強度差が重要になる2kHz以上の領域においては両耳間強度差は複雑な特性をしめす。